# 地面动力学
地面动力学（Terradynamics）是研究在可流动的地面（比如沙地和泥土）的陆上运动（尤其是用腿的运动）中力和运动的学科。地面动力学的命名是由研究空中飞行的空气动力学和研究水中游泳的水动力学启发而来。